# Autosticha acharacta
Autosticha acharacta är en fjärilsart som beskrevs av Edward Meyrick 1918. Autosticha acharacta ingår i släktet Autosticha och familjen plattmalar. Inga underarter finns listade i Catalogue of Life.